# Walter Barton
Walter Barton (* 8. Februar 1924 in Jena; † 16. November 2018 in Oldenburg) war ein deutscher Bibliothekar.

## Leben
Walter Barton studierte Klassische Philologie, Geschichte und Pädagogik und promovierte 1951 an der Universität Jena, wo er ein Jahr zuvor auch das Staatsexamen für den höheren Schuldienst ablegte. Im Jahre 1950 trat er als Bibliotheksreferendar an der Universitätsbibliothek Jena in die Ausbildung für den höheren Bibliotheksdienst ein und legte 1952 hierfür die Fachprüfung ab. Nach kurzer beruflicher Tätigkeit an der Universitätsbibliothek Jena wechselte er 1954 an die Universitäts- und Stadtbibliothek Köln und legte im gleichen Jahr am Bibliothekar-Lehrinstitut des Landes Nordrhein-Westfalen eine Ergänzungsprüfung ab. Von 1954 bis 1965 war er an der Landesbibliothek Oldenburg tätig, von 1965 bis 1972 als stellvertretender Direktor an der Staats- und Universitätsbibliothek Bremen und von 1972 bis 1987 als erster Direktor der Bibliothek der neu gegründeten Gesamthochschule Siegen, mit deren Aufbau einer beschäftigt war.
Die Universität Siegen ernannte ihn zum Honorarprofessor für Bibliotheks- und Medienwissenschaft.

## Schriften (Auswahl)
- Schauplatz und Bühnenvorgänge bei Aischylos. Dissertation Universität Siegen 1951.
- Bibliothek und Zeitung. In: Zeitschrift für Bibliothekswesen und Bibliographie, Bd. 10 (1963), S. 1–33.
- Bibliothek und Mikrofilm. In: Zeitschrift für Bibliothekswesen und Bibliographie, Bd. 11 (1964), S. 127–147.
- Denn sie wollen gelesen sein. Kleine Stilfibel des deutschen Buchtitels. Furche, Hamburg 1968.
- Freiheit, die ich meine ... Die Gesamthochschulbibliotheken und das Problem des bibliothekarischen Selbstverständnisses. In: Zeitschrift für Bibliothekswesen und Bibliographie, Bd. 20 (1973), S. 279–284.
- Vom neuen Standort der Gesamthochschulbibliothek. Festschrift der Gesamthochschulbibliothek Siegen anläßlich des Bezugs ihres Neubaus. Siegen 1977.
- Zusammenarbeit und Individualismus im Bibliotheksverbund. Das Beispiel der Bibliothek der Gesamthochschule Siegen. In: Hermann Havekost (Hrsg.): Bibliotheken im Verbund, Arbeitsplätze und neue Techniken (= Zeitschrift für Bibliothekswesen und Bibliographie, Sonderhefte, Bd. 32). Klostermann, Frankfurt/: 1981, S. 91–101, ISBN 3-465-01463-4.
- Religiös – nur außer Dienst? Von der Verlegenheit des Christen im Hochschulbibliotheksbereich. In: Bodo B. Gemper (Hrsg.): Religion und Verantwortung als Elemente gesellschaftlicher Ordnung. Für Karl Klein zum 70. Geburtstage. 2. Aufl. Vorländer, Siegen 1983, S. 187–194, ISBN 3-923483-00-7.
- Bilanz nach 10 Jahren Gesamthochschulbibliothek. Von der Wende eines Aufbauprozesses in Nordrhein-Westfalen. In: Günther Pflug (Hrsg.): Die neue Bibliothek. Festschrift für Harro Heim zum 65. Geburtstag. Saur, München 1984, S. 11–39, ISBN 3-598-10529-0.
- Der Zweck zeitigt die Titel. Kleine Kulturkunde des deutschen Buchtitels (= Massenmedien und Kommunikation, Bd. 26). Universität-Gesamthochschule Siegen 1984.
- Fundsachen aus der Mediensprache. Eine Sammlung „beliebter“ Sprachfehler und -nachlässigkeiten. Universität-Gesamthochschule Siegen 1985.
- Die Gesamthochschulbibliothek. Erfahrungen im Bibliotheksverbund Nordrhein-Westfalen (= Bibliothekspraxis, Bd. 28). Saur, München 1990, ISBN 3-598-21129-5.
- Die Schlacht von Altenoythe (Weihnachten 1623) und das Ende von Mansfelds Herrschaft in Ostfriesland als Medienereignisse ihrer Zeit (= Oldenburger Studien, Bd. 34). Holzberg, Oldenburg 1991, ISBN 3-87358-364-X.
- (Red.): Der Landkreis Oldenburg. Menschen – Geschichte – Landschaft. Holzberg, Oldenburg 1992, ISBN 3-87358-381-X.
- Medienverbund und Propaganda am Ende des böhmisch-pfälzischen Krieges 1623/24 (= Massenmedien und Kommunikation, Bd. 78) Universität-Gesamthochschule Siegen 1992.
- Informationsbedürfnis und persönliche Betroffenheit. Zeitungskritik und Zeitungskunde im 17. Jahrhundert, überprüft an Presseberichten zum Krieg um Ostfriesland 1622/24. Bibliotheks- und Informationssystem der Universität Oldenburg 1994, ISBN 3-8142-0468-9.
- Theodor Lockemann 1885–1945. Ein Leben im Dienste von Bibliothek und Wissenschaft ; zum 50. Jahrestag seines Todes und der Zerstörung Jenas am 9. Februar 1945 (= Beiträge zur Geschichte der Thüringer Universitäts- und Landesbibliothek Jena, Bd. 4). Jena 1995, ISBN 3-910014-37-2.
- Sturmfluten und Unwetter an der deutschen Nordseeküste. Die Naturgewalten in der Presse des 17. und frühen 18. Jahrhundert. Bibliotheks- und Informationssystem der Universität Oldenburg 1997, ISBN 3-8142-0593-6.
- Oldenburgische Geschichte im Spiegel der frühen Presse. Die ersten 150 Jahre : 1596–1746 (= Oldenburger Forschungen, N.F., Bd. 10). Isensee, Oldenburg 2000, ISBN 3-89598-666-6.
- Eine Zeitung für Jever! Das zweitälteste Blatt im Lande und sein früher Inhalt. Bibliotheks- und Informationssystem der Universität Oldenburg 2002, ISBN 3-8142-0847-1.
- Oldenburgisches Leben im Spiegel der einheimischen Presse. Drei Bände (= Oldenburger Studien, Bd. 49, 54, 58). Isensee, Oldenburg 2002–2006.
- Zeit und Zeitung. Die Anfänge der europäischen Presse 1605 und die Entwicklung der oldenburgischen Presse bis zur Franzosenzeit 1746–1813; Katalog zur Ausstellung in der Landesbibliothek Oldenburg, 15.09.–29.10.2005 (= Schriften der Landesbibliothek Oldenburg, Bd. 41). Isensee, Oldenburg 2005, ISBN 3-89995-241-3.
- Alles Scheiße? Nachdenkliches über Bonifatius K. (= Massenmedien und Kommunikation, Bd. 192). Universitätsverlag, Siegen 2012.
- Die verlorene und die gefundene Bibliothek – Wolfgang Günther Fischers Briefwechsel mit Leipziger Freunden 1927–1954, 8